# Nach Hause (2021)
Nach Hause (Originaltitel: Lead Me Home) ist ein US-amerikanischer Dokumentar-Kurzfilm von Pedro Kos und Jon Shenk aus dem Jahr 2021. Der Film wurde zur Oscarverleihung 2022 für einen Oscar in der Kategorie Bester Dokumentar-Kurzfilm nominiert.

## Handlung
Der Film beschäftigt sich mit dem Thema Obdachlosigkeit an der Westküste der Vereinigten Staaten. Der Film wechselt dabei zwischen kurzen Interviewsegmenten mit Betroffenen und Mitschnitte aus deren Alltag sowie dem der Helfer. Er zeigt Aufnahmen aus den Zeltstädten von Los Angeles, Seattle und San Francisco. Dabei wird auf einen Erzähler verzichtet.

## Hintergrund
Pedro Kos und Jon Shenk drehten den Film über insgesamt drei Jahre und verfolgten dabei das Leben von über zwei Dutzend Individuen, die von Obdachlosigkeit betroffen waren und sind. Der Film ist eine Koproduktion von Netflix und Actual Films.
Seine Premiere hatte der Film auf dem AFI Film Festival a, 11. November 2021. Am 30. November 2021 wurde er weltweit über Netflix veröffentlicht.

## Rezeption
Neben Drei Lieder für Benazir, Hörbar und Camp Confidential ist er einer von vier Dokumentar-Kurzfilmen von Netflix, die es auf die Oscar-Shortlist geschafft haben. Zusammen mit Hörbar und Drei Lieder für Benazir wurde er auch erfolgreich nominiert.